# 馬場加奈子
馬場 加奈子（ばば かなこ、1971年 - ）は日本の実業家。学生服リユース「さくらや」創業者。3児の母。
吉本興業文化人部門所属。

## 経歴
香川県に生まれる。10年間、陸上競技に励み 高校3年時に、円盤投げで「はまなす国体」優勝。
東京女子体育大学卒業後、日動火災海上保険株式会社、大同生命保険で働く。
結婚・離婚を経て、3人の子どもを持つシングルマザーとなる。
2010年に自らの困窮家庭経験と、長女の知的障害児の子育て経験から 全国初の学生服リユースショップ「さくらや」開業。
2013年に株式会社サンクラッド設立。
2020年に特定非営利活動法人 学生服リユース協会設立。

## 実績
ワンオペで3人の子育てをするワーキングマザーの立場で学校の制服購入に困った経験をもとに、2010年に全国初の学生服リユース店「さくらや」を起業。各種メディアに取り上げられ、「さくらや」の運営で地域の子育て家庭を支援したいとの声が殺到し、「さくらやパートナー」を募集開始。1日5時間・週4日営業でも成り立つビジネススタイルが子育て中のお母さんも取り組みやすいと評判になり、北海道から沖縄まで全国90店舗以上に拡大。ゼロから始めた学生服リユース事業は市場規模3億円まで成長。捨てられるはずだった学生服198トンの削減につな がっている。自らの経験を活かし、起業やSDGsをテーマとしたセミナー等で「地域共感ビジネス」を講演し、好評を博している。創業支援アドバイザーを務める高松信用金庫が取り組む、女性起業家に特化した伴走型創業支援 『Sanuki Woman キャリスタ塾』は、延べ参加人数約144人、起業した卒業生は23人を数え、2021年には地 方創生担当大臣の表彰を受けた。

## 委員など
- 総務省地域力創造アドバイザー
- 高松信用金庫女性創業支援委嘱
- 四万十町影野小学校SDGSアドバイザー
- 高松市廃棄物減量等推進審議会委員
- NPO法人学生服リユース協会　理事

## 受賞歴
- かがわビジネスモデル・チャレンジコンペ2012 最優秀賞（（公財）かがわ産業支援財団 2012）
- 第13回女性起業家大賞 スタートアップ部門 優秀賞（全国商工会議所女性連合会 2014）[7]
- ウーマン・オブ・ザ・イヤー2017 子育て家庭応援ビジネス賞（日経WOMAN 2017）[8]
- 循環型社会形成推進功労者 環境大臣賞（環境省 2017）[9]
- 第17回女性起業家大賞 グロース部門 優秀賞（全国商工会議所女性連合会 2018）[10]
- 令和元年度女性のチャレンジ賞 特別部門賞（内閣府 2019）[11]
- 第1回かがわSDGｓアワード グランプリ（（公社）高松市青年会議所 2019）[12]

## テレビ・ラジオ出演
- J-WAVE「START LINE」2023年3月17日
- 日本テレビ「MY TURNING POINT」2023年2月17日
- 茨城放送「LADYGO!いばらき」2022年10月24日
- BSよしもと「ワシんとこポスト」コメンテーターとして2022年から出演
- J-WAVE「ENEOS FOR OUR EARTH -ONE BY ONE-」2022年9月24日、10月1日
- 渋谷のラジオ「渋谷のチキチキラジオ」2022年9月23日
- 青森放送ほか13局「身近なことからSDGs」2022年7月4日
- NHK-BS「COOL JAPAN〜発掘!かっこいいニッポン〜」（「節約」〜Being Thrifty〜）2021年12月12日
- TBS「あさチャン」（ここスゴッ！発明）2021年8月19日
- テレビ東京「ガイアの夜明け」（「寝る場所がない」「所持金がゼロに近い」人たちへ...コロナ禍での再出発を支援）2021年10月22日
- TBS「がっちりマンデー！！」（あの「がっちり」は今！？） 2021年6月6日
- FM香川「Brillante！for SDGs」2021年5月21日
- テレビ朝日「羽鳥慎一モーニングショー」2021年3月25日
- 文化放送「SDGs Voice」2021年3月15日
- NHK「ゆう6かがわ」2021年2月17日
- 毎日放送「ちちんぷいぷい」（「SDGsのススメ」）2021年1月25日
- BSフジ 「知りたいSDGs」2020年7月30日
- テレビせとうち「プライドSDGs」2020年5月3日
- BS朝日「バトンタッチ SDGsはじめてます」2020年4月13日
- TBS「その他のひとに会ってみた」2019年6月25日
- テレビ東京 「チェンジザワールド」2019年
- 関西テレビ「ブラマヨのウラマヨ」（主婦をしながら大奮闘！やり手女社長の裏側）2017年11月11日
- フジテレビ「優しい人なら解けるクイズやさしいね」（ニッポンのモノづくりSP）2017年3月21日
- テレビ朝日「日本のチカラ」（"おさがり"で地域をつなぐ～母の力で切り開く学生服リユース店～）2016年7月24日
- TBS「がっちりマンデー！！」（スゴイ女性社長 数珠つなぎ）2015年12月13日

## 掲載誌
- スマートFLASH「学生服リユースを全国展開したシンママが教える「上手なPR法」」2022年10月9日
- SDGS BOOK　「娘の学生服が買えない！個人の困りごとが全国的なコミュニティビジネスになるまで｜学生服リユースショップ「さくらや」の取り組み」2022年10月14日
- 日本経済新聞「学生服リユースを全国展開　困り事をビジネスモデル化」藻谷ゆかり「六方よし経営」2021年9月11日
- NTTドコモの法人会員向け経済メディアサービス「NewsPicks +d」2021年10月
- 産経新聞「地域ニュース　子育て支援 学生服リユース」中四国　2021年8月1日
- 日経ビジネス「週休3日、5時間営業のリユースショップが、なぜもうかるのか？」日本を元気にする「六方よし経営」2021年8月6日
- 日本経済新聞「極貧から学生服リユースで起業　馬場加奈子さん」人間発見　2021年7月25日
- 産経新聞「学生服もリユース　中古市場が急成長」2021年6月30日
- 茨城新聞「学校に回収ボックス　制服リユース広まる　ショップ「さくらや」茨城県内にも3店舗　再生し販売」2021年4月16日
- 朝日新聞「不要な制服、困窮家庭にリユース　自動車教習所に回収箱」2021年2月18日
- 食と農から始まるJAグループのファミリーマガジン「家の光2月号」SDGsを探しにいこう！vol10　2020年12月
- 東京女子女子体育大学　2020年入学者向けパンフレット　2020年
- ソトコト「日本全国！未来をつくる働き方カタログ」2019年10月号
- 読売KoDoMo新聞　2019年3月14日号
- 毎日新聞「学生服で広げる輪／香川」支局長からの手紙 2019年3月11日
- 読売新聞「学生服、リユースで安く」関西経済　関西地区、四国地区　2019年1月29日
- 日本経済新聞「働く母の姿が成長の糧に　馬場・サンクラッド社長」　四国・平成の先へ 新春インタビュー 2019年1月2日
- リビング新聞高松「平成 そしてその先へ」2018年年末号
- 銀行実務「ビジネス研究」2017年12月号
- 朝日新聞「制服リユース店「さくらや」、府内に初オープン」大阪　2017年2月16日
- 仙台経済新聞「仙台の学生服専門リユースショップ「さくらや」、衣替え前に冬服需要高まる」2016年9月29日
- 日本経済新聞「制服リユース店で家計を応援　運営も母親、全国に展開」2016年7月14日
- 産経新聞「女性社長ら知事と大いに語る　高松で意見交換会」2015年12月3日
- 政府広報オンライン「農業を始めたい！事業を立ち上げたい！チャレンジする人を後押しする青年等就農資金と女性、若者／シニア起業家支援資金」2015年10月5日
- 日本経済新聞「サンクラッド、制服リサイクルFCを定額制に」2015年7月19日
- 日本経済新聞「制服リサイクル店のサンクラッド、全国でFC展開」2013年7月3日

## 書籍
- 「さくらやぼん　ローカルを巻き込みながら奮闘した3650日に学ぶ」(馬場加奈子著 2020)
- 「六方よし経営 日本を元気にする新しいビジネスのかたち」日経BP(藻谷ゆかり著 2021)
- 「日本の未来は女性が決める！」日経BP (ビル・エモット著 2019)

## その他
- はまなす国体 少年A　女子 円盤投げ優勝
- 日本学生陸上競技個人選手権大会 女子円盤投げ優勝
- 東京2020オリンピック　香川県 聖火ランナー[13]
- 経済産業省「小規模企業白書インタビュー」2015年